# Harry Allen
Harry Allen (Washington, D.C., 12 de outubro de 1966) é um saxofonista tenor de jazz norte-americano. Logo no início ele foi reconhecido na escola como um talento excepcional poder tocar o popular "Body and Soul" no estilo dos lendários tocadores de tenor como Coleman Hawkins, Ben Webster, Flip Phillips, ou Sam Donahue. Ele é um tradicionalista na forma de Scott Hamilton, e é mais conhecido por seu trabalho com John Colianni, Keith Ingham, John Pizzarelli e Bucky Pizzarelli.

## Discografia
- Someone to Light Up My Life (Mastermix Records)
- I Know That You Know (Mastermix Records)

Com Daryl Sherman
- Guess Who's In Town (Arbors Records)

Com Joe Cohn
- Restless (Arbors Records)
- Harry Allen-Joe Cohn Quartet with Rebecca Kilgore & Eddie Erickson: Guys and Dolls (Arbors Records)